# ヴェレニキ・ゴネヴァ
ヴェレニキ・ゴネヴァ（Vereniki Goneva、1984年4月5日 - ）は、プロD2、スタッド・モントワに所属するラグビー選手。

## プロフィール
- フィジー・ラウトカ出身。
- ポジションはウィング(WTB)、センター(CTB)、フルバック(FB)。
- 身長 175cm、体重 102kg
- ニックネームはNiki[1]。
- フィジー代表キャップは59（2020年5月現在）でワールドカップ2011・2015・2019のフィジー代表に選ばれた[2]。
- 7人制フィジー代表に選ばれたことがある。

## 略歴
USコロミエ、タルブ、レスター・タイガース、ニューカッスル・ファルコンズを経て、2019年、ハーレクインズに加入。
2020年、モン＝ド＝マルサンに加入。